# Derbe
Derbe (en griego: Δέρβη) también llamado Derbeia (en griego: Δέρβεια), fue una ciudad de Licaonia que, en el s. I pasaría a formar parte de la provincia romana de Galacia, en la península de Anatolia, y posteriormente, de las provincias de Licaonia, Isauria y Capadocia. Es mencionada en los Actos de los Apóstoles en 14:6, 14:20, 16:1 y 20:4. Es la única ciudad mencionada en el Nuevo Testamento donde el mensaje del Evangelio fue aceptado desde el principio por sus habitantes.

## Ubicación
Estrabón coloca Derbe “al lado” de Isauria y casi en Capadocia. En otro lugar dice que era la undécima prefectura de Capadocia. Cuándo los apóstoles Pablo y Bernabé visitaron Derbe la situaron en Licaonia. Esteban de Bizancio la coloca en Isauria.
En 1956, basándose en una inscripción datada en 157 a. C., Michael Ballance ubicó e Derbe en un montículo conocido como Kerti Hüyük, a 24 km al nordeste de Karaman (antigua Laranda), cerca del pueblo de Ekinözü en la actual Turquía. A pesar de existir debate al respecto, esta ubicación se considera actualmente el sitio más probable.

## Historia
Antípatro de Derbe, un amigo de Cicerón, fue gobernante de Derbe pero fue asesinado por Amintas de Galacia, quién añadió Derbe a sus posesiones.
Claudioderbe fue el nombre de Derbe durante el reinado del emperador romano Claudio. Es usado en monedas de siglo II.
Los apóstoles Pablo y Bernabé llegaron a Derbe después de huir una lapidación en Iconio, a aproximadamente 60 millas, y predicaron con éxito en la ciudad. Pablo y Bernabé regresaron allí después de ser apedreados otra vez en Lystra. Sobre estas experiencias Pablo comentó: " para entrar al reino de Dios es necesario pasar por muchas tribulaciones." Pablo volvería una tercera vez a Derbe junto a Silas.
El obispado de Derbe fue posteriormente una sede sufragánea de Iconio pero no es mencionada en la Notitiae Episcopatuum. Solo se conocen cuatro obispos entre 381 y 672.
Derbe es hoy en día una sede titular de la Iglesia católica.